# Елеонора фон Лобковиц
Елеонора Елизабет Амалия Магдалена фон Лобковиц (на немски: Eleonora Elisabeth Amalia Magdalena von Lobkowicz; * 20 юни 1682, дворец Мелник, или във Виена; † 5 май 1741, дворец Шварценберг, Виена) е бохемска принцеса от Лобковиц (1682 – 1701) и чрез женитба наследствена принцеса (1701 – 1703), княгиня на Шварценберг и херцогиня на Крумау и графиня фо Зулц (1703 – 1732), и княжеска вдовица на Шварценберг (1732 – 1741).

## Живот
Тя е най-възрастната дъщеря на бохемския княз Фердинанд Август фон Лобковиц (1655 – 1715) и втората му съпруга маркграфиня Мария Анна Вилхелмина фон Баден-Баден (1655 – 1701), дъщеря на маркграф Вилхелм фон Баден-Баден (1593 – 1677) и втората му съпруга графиня Мария Магдалена фон Йотинген-Балдерн (1619 – 1688).
Елеонора се омъжва на 6 декември 1701 г. във Виена за наследствения принц Адам Франц Карл фон Шварценберг (1680 – 1732). Той е улучен при лов на елени от куршум на император Карл VI и умира на следващия ден от тежките си рани на 11 юни 1732 г. след 31 години брак. След смъртта на нейния съпруг императорът взема нейния син при себе си във Виена и плаща на вдовицата Елеонора княжеска издръжка от 5000 гулдена годишно.

## Деца
Елеонора и княз Адам Франц фон Шварценберг имат две деца:
- Мария Анна (1706 – 1755), омъжена на 18 март (април) 1721 г. в дворец Чески Крумлов за маркграф Лудвиг Георг Симперт фон Баден-Баден (1702 – 1761)
- Йозеф I Адам (1712 – 1782), 4. княз на Шварценберг, женен на 22 август 1741 г. при Теплице за принцеса Мария Терезия фон Лихтенщайн (1721 – 1753)